# 五祖镇
五祖镇，是中国湖北省黄冈市黄梅县下属的一个行政建制镇，因境内的五祖寺而得名。面积81平方公里，人口25400人（2005年），下辖22个行政村。

## 行政区划
下辖以下地区：
白羊村、一天门村、刘岳村、多云村、渡河村、花山村、张思忍村、向桥村、郝大屋村、蔡田村、阻马村、天山村、大坪村、小坪村、中山村、向大垸村、木桥村、江河村、卢府村、洪楼村、西冲村和陈胜驿村。